# Parròquia eclesiàstica
Una parròquia, com a entitat eclesiàstica, és l'element essencial que conforma les diòcesis, que s'aplica a diverses esglésies: l'Església Catòlica Romana, l'Església Anglicana, l'Església Ortodoxa, l'Església d'Escòcia, l'Església de Suècia i d'altres. La parròquia religiosa designa alhora una àrea geogràfica precisa, el territori de la parròquia, i un grup creients d'aquella fe que habiten aquest territori i constitueixen la comunitat parroquial.
L'església parroquial és el lloc de reunió de la comunitat davant la qual el pastor i els seus assistents celebren diferent cerimònies religioses tals com la missa dominical.
El mot prové del llatí parochia, utilitzat per les primeres comunitats cristianes per designar el territori d'una ciutat episcopal. Al segle v ja tenia un sentit semblant a l'actual i designava als territoris i comunitats existents al voltant d'una seu episcopal.

## A l'Església Catòlica
A l'Església Catòlica la parròquia és la comunitat de fidels catòlics, pertanyent a una església particular (generalment a una diòcesi) que està sota la direcció espiritual d'un sacerdot, que es designa com a rector, nomenat pel bisbe diocesà. Des de la perspectiva jurídica la parròquia i el rector es regeix pel dret canònic.
De forma semblant a la resta d'esglésies cristianes generalment les parròquies catòliques es defineixen per un territori. És a dir, pertanyen a la parròquia tots els fidels que habitin dins dels límits territorials de la parròquia. Tot i que és possible establir parròquies personals en funció del ritu, llengua o nacionalitat dels fidels d'un territori "o fins i tot per una altra determinada raó". Així el cànon 813 del Dret Canònic permet l'erecció d'una parròquia per a estudiants universitaris i algunes diòcesis han erigit parròquies per a persones sordes.
El cànon 374 estableix que les parròquies properes poden agrupar-se entre si, per formar, per exemple, arxiprestats.
Aquestes comunitats estan cridades pel baptisme a viure plenament la fe amb l'eucaristia com el seu centre.
Originàriament les parròquies es van crear per l'Església Catòlica i estaven formades per un petit territori (diversos pobles o llogarets) que s'assignaven a un capellà.
El prevere o capellà com a rector o vicari s'encarregava d'oficiar misses, funerals, baptismes, matrimonis, confessions, confirmacions principalment als quals estan en perill de mort, la unció de malalts i tots els sagraments a excepció de l'orde sacerdotal; a més d'oferir consol als seus habitants i feligresos, també estenia els seus serveis als diferents temples i capelles dels pobles que formaven la parròquia. La funció del rector va arribar a ser molt important, actuant com a conseller per a les famílies, de mediador en els conflictes, i fins i tot exercint funcions de jutge de pau i de notari.

## La parròquia i la divisió administrativa
En moltes ocasions els districtes parroquials han estat el punt de partida per a la creació de nous municipis a causa de la consciència comunitària dels seus habitants impulsats pels seus consells parroquials, o vicarials segons el cas, que en solien ser els impulsors. En altres llocs on la població dispersa és, o ha estat, la norma d'assentament poblacional, les parròquies s'han constituït en divisions del municipal atenyent un caràcter administratiu, a partir d'un procés semblant a l'anterior que no arribava a adquirir dimensions poblacionals suficients. Casos ben coneguts són les Pitiüses, el Principat d'Andorra i Galícia.
Una església sufragània disposa de territori i drets quasi parroquials, que depèn d'una parròquia eclesiàstica principal o matriu. Amb el Concili de Trento s'autoritzà la creació d'esglésies per naturalesa geogràfica, ja fos per la distància a l'església més propera o per la dificultat d'accés, i quan quantitat de feligresos era molt baixa, l'església parroquial esdevenia sufragània, i si la població creixia de nou es podia segregar de nou, però aquest procés acostumava a ser llarg per la resistència de les esglésies mare a perdre o transferir rendes.